# Euprosopia macrotegularia
Euprosopia macrotegularia är en tvåvingeart som beskrevs av Malloch 1928. Euprosopia macrotegularia ingår i släktet Euprosopia och familjen bredmunsflugor. Inga underarter finns listade i Catalogue of Life.